# حبلة
حبلة  قرية من قرى الضفة الغربية وتتبع محافظة قلقيلية، ومن القرى التي وقعت في حرب 1967.
تقع على بعد 5كم إلى الجنوب الشرقي لمدينة قلقيلية وتتبع إدارياً لها، وتقع في منتصف المسافة بين قلقيلية وخربة خريش ترتفع عن سطح البحر 80 م، وتبلغ المساحة العمرانية للقرية 810 دونمات ومساحة أراضيها 10900 دونم، يزرع فيها الخضار والحبوب كما تزرع أشجار الجوافة والزيتون والبرتقال والموز، يحيط بأراضيها أراضي قلقيلية عزون، وكفر ثلث، جلجولية، وتحولت القرية لبلدة وفيها بلدية .
وبلغ عدد سكانها عام 1922 حوالي 271 نسمة ارتفع إلى 580 نسمة عام 1945م، وبلغ عدد سكانها عام 1967 بعد الاحتلال حوالي 1100 نسمة ارتفع إلى 2700 نسمة عام 1987م وفيها القرية مدارس لمختلف المراحل الدراسية .
فيها أيضاً بعض الخدمات مثل عيادة طبية عامة ومركز للأمومة والطفولة، وفيها آثار تاريخية قديمة كالمدافن والمغر والصهاريج وغيرها .